# Syndabekännelse
Syndabekännelse är ett begrepp i kristen teologi. Utgångspunkten är att vissa handlingar anses bryta mot Guds vilja och därför anses vara synder. När man blir medveten om att vara skyldig till en synd, skall man enligt den kristna tron rikta sig till Gud med en uppriktig syndabekännelse. Han svarar då med förlåtelse. Och denna förlåtelse blir given, tack vare att Jesus bar våra synder på korset och straffades i vårt ställe, enligt kristendomen.

## Synd
Man kan förklara syndbegreppet, antingen från ett jordiskt perspektiv, eller utifrån gudsrelationen.
Från ett jordiskt perspektiv kan man säga att synden är alla destruktiva krafter och handlingar, som hotar livet på jorden, eller hindrar dess högsta inneboende möjligheter. Som ett exempel på det här perspektivet skriver Lewi Pethrus "Den sociala nöden i världen är inte en följd av penningbrist, ej heller av brödbrist, utan den härleder sig från brist på rättfärdighet... De politiska förvecklingarna och krigseländet i världen har sin rot i girighet, själviskhet, högmod och hat, vilket allt bottnar i människohjärtats synd."
Synden kan även klargöras i samband med gudsrelationen. Mellan oss och Gud finns ett förenande band som är starkt och dyrbart. När vi medvetet bryter mot Guds vilja, eller i efterhand förstår att vi brutit, då inträffar en störning av relationen. Men den blir läkt och återställd vid syndabekännelsen.

## Bekännelsen
Det finns ett exempel på en syndabekännelse i några ord av kung David:
Psaltaren 51: 
"Jag vet vad jag har brutit... jag har gjort det som är ont i dina ögon... Vänd bort din blick från mina synder, stryk ut all min skuld. Skapa i mig, Gud, ett rent hjärta, ge mig ett nytt och stadigt sinne."
Här finns de tre "ingredienser" som kännetecknar en fullödig syndabekännelse:
- Medvetenheten om vad som skett
- Önskan om förlåtelse
- Önskan om en inre läkning, förändring av hjärtat

När David ber om ett "rent hjärta" så är det en bön om vad han önskar att Gud ska ge, och inte ett löfte om vad han själv ämnar göra.
En gemensamt läst syndabekännelse är ett vanligt inslag i många kristna mässor. Det finns flera versioner, varav den inom Svenska kyrkan vanligaste torde vara den som har följande ordalydelse:
Jag bekänner inför Dig, helige Gud, att jag ofta och på många sätt har syndat med tankar, ord och gärningar. Tänk på mig i barmhärtighet och förlåt mig för Jesu Kristi skull vad jag har brutit.
I den romersk-katolska mässan heter syndabekännelsen Confiteor:
Jag bekänner inför Gud allsmäktig och er, mina bröder och systrar, att jag har syndat i tankar och ord, gärningar och underlåtelser.
Detta är min skuld, min skuld, min egen stora skuld. Därför ber jag den saliga, alltid rena, jungfrun Maria, alla änglar och helgon, och er, mina bröder och systrar, att be för mig till Herren vår Gud.